# Prise du Parlement de Crimée
Annexion de la Crimée par la Russie
Batailles
- Euromaïdan
- Révolution de la Dignité
- Manifestations anti-Maïdan

Annexion de la Crimée
- Invasion russe de la Crimée
- Prise du Parlement de Crimée
- Prise de la base navale sud
- Incident de Simféropol (en)
- Occupation russe de la Crimée

Troubles pro-russes
- Odessa
- Troubles pro-russes à Kharkiv (uk)
- Troubles pro-russes à Louhansk (uk)
- Bataille de la rue Rymarska (uk)
- Proclamation de la république de Crimée
- Prise de Donetsk (uk)
- Proclamation de la RP de Donetsk
- Proclamation de la RP d'Odessa (hu)
- Proclamation de la RP de Lougansk
- Affrontements à Odessa du 2 mai (uk)
- Incendie de la Maison des syndicats d'Odessa

Guerre du Donbass
- Sloviansk
- Marioupol
- 1re Donetsk
- Louhansk
- Il-76
- Saour-Mogyla
- Vol Malaysia Airlines 17
- 2e Donetsk
- Loutouhyne
- Ilovaïsk
- 3e Donetsk
- 32e barrage
- Volnovakha
- Debaltseve
- Marïnka
- Avdiïvka

La prise du Parlement de Crimée est survenue le 27 février 2014 lors de la crise de Crimée. Le parquet de Crimée a considéré l'incident comme une attaque terroriste.

## Contexte
Le 25 février, un rassemblement pro-russe organisé par le Front de Crimée et les organisations cosaques s'est tenu devant le bâtiment de la Rada de Crimée. Les manifestants ont crié des slogans pro-russes et exigé la séparation de l'Ukraine en organisant un référendum. Avant l'arrivée des manifestants, le président de la Rada de l'ARC Vladimir Konstantinov (en), annonçant la session extraordinaire du 26 février.  Les médias ont rapporté qu'une question sur le retrait de la Crimée d'Ukraine pourrait être posée à la session, mais Konstantinov a démenti ces rumeurs, les qualifiant de provocation de "l'équipe Makeevka du gouvernement de Crimée".
Le 26 février, deux événements se sont déroulés en parallèle près des murs de l'ARC Rada : un rassemblement pro-ukrainien organisé par le Mejlis du peuple tatar de Crimée, qui a rassemblé jusqu'à 10 000 participants, et un rassemblement pro-russe d'environ 700 personnes, initié par le parti "Rus unity". En raison des mesures de sécurité insatisfaisantes prises par les forces de l'ordre, il y a eu des bagarres entre les participants pro-ukrainiens et pro-russes, entraînant la mort de 2 personnes du rassemblement pro-russe. Le rassemblement pro-russe a été poussé jusqu'à la cour intérieure de la Rada de Crimée et programmé la veille de l'annulation de la session du Parlement.

## Déroulement
Le matin du 27 février, vers 4 h 30, 2 groupes de 10 à 15 hommes armés russes en uniforme militaire sans insigne (surnommés ironiquement « petits hommes verts ») ont pénètré dans le bâtiment de la Rada de Crimée et en prennent le contrôle. Immédiatement après la prise, les assaillants se barricadent à l'intérieur, ayant préalablement fait sortir le petit nombre d'employés qui était à l'intérieur. Le site internet du Parlement est mis hors service et les téléphones des élus entrant dans le Parlement sont mis hors service ou confisqués, tandis que d'autres députés ne sont pas autorisés à entrer dans le bâtiment. Les journalistes sont également interdits d'accès.
L'adjoint du peuple de Crimée de la faction Alliance démocratique ukrainienne pour la réforme, UDAR,  Serhiy Kunitsyn (en) déclare que le bâtiment a été conquis par 120 membres du personnel hautement qualifiés qui disposent d'un vaste arsenal d'armes, notamment des armes automatiques, des mitrailleuses et des lance-grenades, ce qui leur permettrait de se défendre pendant un certain temps. Les personnes qui ont saisi le bâtiment  déclarent représenter l'autodéfense des citoyens russophones de Crimée, bien que le chef du Mejlis et député du parlement de Crimée, Refat Choubarov, ait déclaré que le peuple russe était responsable de ces personnes ; plus tard, il est devenu clair que l'opération avait été orchestrée par les forces spéciales russes.
À 8 h 30, le président du Conseil des ministres de la Crimée Anatolii Mohyliov fait une déclaration aux habitants de Crimée, dans laquelle il les informe de la prise de la Rada de l'ARC par des « inconnus » au nombre d'environ 50. À 9 h 0, Anatolii Mohyliov annonce des pourparlers, mais ils n'ont aucun résultat, car, selon Mohyliov, les inconnus ont refusé de discuter.
Valentyn Nalyvaichenko, alors chef du Service de sécurité d'Ukraine, SBU, estime qu'il n'y a pas eu de prise forcée de l'ARC Rada, car les autorités locales de Crimée, y compris la police, ont sciemment transféré le contrôle du bâtiment et des armes.